# Pressure Chief
| Recensione | Giudizio |
| ---------- | -------- |
| AllMusic   |          |

Pressure Chief è il quinto album discografico in studio del gruppo musicale statunitense Cake, pubblicato nel 2004.

## Il disco
Il disco è prodotto dalla stessa band e pubblicato dalla Columbia Records. Le registrazioni sono state effettuate nella città di Sacramento (California). 
Il disco segue di tre anni il precedente Comfort Eagle.
Il singolo di lancio è stato rappresentato dal brano No Phone, pubblicato nel 2004 e seguito a stretto giro da Carbon Monoxide.
In tre tracce collabora come polistrumentista Tyler Pope del gruppo !!!.
Per quanto riguarda le vendite, il disco ha debuttato alla posizione #17 della classifica Billboard 200.

## Tracce
Testi e musiche di John McCrea, eccetto dove indicato.
1. Wheels – 3:18 (McCrea, Carlos Forster)
2. No Phone – 3:52 (McCrea, Xan McCurdy)
3. Take It All Away – 3:58 (McCrea, Garth Klippert, Forster)
4. Dime – 3:37
5. Carbon Monoxide – 3:10
6. The Guitar Man – 3:54 (David Gates)
7. Waiting – 3:56 (McCrea, Vince DiFiore)
8. She'll Hang the Baskets – 2:43
9. End of the Movie – 1:50
10. Palm of Your Hand – 2:57
11. Tougher Than It Is – 3:00 (McCrea, Gabriel Nelson)

## Formazione
- John McCrea - voce, tastiere, chitarra acustica
- Vincent DiFiore - tromba, tastiere, altri strumenti
- Xan McCurdy - chitarre, basso, tastiere, batteria
- Gabriel Nelson - basso, tastiere, chitarre